# Opinia prawna
Opinia prawna — pomocniczy materiał analityczny związany z praktycznymi problemami prawnymi dotyczącymi jednostkowej sprawy lub konkretnego przypadku. Zazwyczaj sporządzany jest na zamówienie przez wykwalifikowanego prawnika, najczęściej adwokata lub radcę prawnego. W zależności od specyfiki i złożoności przedmiotu opinii może być ona mniej lub bardziej obszerna i kompleksowa, może w szczególności obejmować wiele dziedzin prawa, odnosić się do norm, orzecznictwa oraz doktryny i teorii prawa.
Opinie mają na celu m.in. wyjaśnianie problemów prawnych, proponowanie rozwiązań, w tym też wariantowych. Przykładowo mogą:
- wskazywać propozycje procedur prawnych pozwalających doprowadzić do osiągnięcia założonego celu, w szczególności zmiany współwłasności, nabycia spółki, sporządzenia intercyzy, itp.
- przedstawiać kwalifikację konkretnego stanu faktycznego w świetle ustaw, orzecznictwa, publikacji prawnych
- przedstawiać analizę prawną dokumentu, jak decyzja, umowa, oświadczenie, itd.
- interpretować przepisy normatywne i wysnuwać skutki prawne wedle danej interpretacji
- przedstawiać szczególny pogląd na sprawę rozpatrywaną przed sądem w celu pomocy w bardziej obiektywnym jej rozpoznaniu, z uwzględnieniem poglądów oraz argumentów nie przedstawiony w postępowaniu przez strony (amicus curiae).